# Calomicrus prujai
Calomicrus prujai es un coleóptero de la familia Chrysomelidae.
Fue descrita científicamente por primera vez en 1963 por Codina.